# Sasa
Sasa es un género de bambúes de la familia de las poáceas.  Las especies de este género tienen una rama por nudo. Es originario del este de Asia. Comprende 488 especies descritas y de éstas, solo 61 han sido aceptadas.

## Taxonomía
El género fue descrito por Makino & Shib. y publicado en Botanical Magazine 15(168): 18. 1901.

## Etimología
Sasa: nombre genérico que proviene del nombre japonés para un pequeño bambú.

## Especiesseleccionadas
- Sasa kagamiana
- Sasa kurilensis
- Sasa megalophylla
- Sasa nagimontana
- Sasa kagamiana
- Sasa nipponica
- Sasa oshidensis
- Sasa palmata (Milford) E.G.Camas
- Sasa ramosa
- Sasa senanensis
- Sasa shimidzuana
- Sasa tsuboiana
- Sasa veitchii